# Paracardenius lineatus
Paracardenius lineatus är en insektsart som beskrevs av Boris Petrovich Uvarov 1953. Paracardenius lineatus ingår i släktet Paracardenius och familjen gräshoppor. Inga underarter finns listade i Catalogue of Life.